# Джордж Конрот
Джордж Конрот (англ. George Konrote, повне ім'я Джіоджі Коноусі Конроте — фідж. Jioji Konousi Konrote) — фіджійський політик, президент Республіки Фіджі 12 листопада 2015 — 12 листопада 2021

## Біографія
Народився 26 грудня 1947 року на острові Ротума. Довгий час служив у збройних силах Фіджі, а також у військах ООН у Лівані. У 2001—2006 роках — посол Фіджі в Австралії. Став першим президентом Фіджі обраним у парламенті, а не на раді вождів..